# Archiv Orientální
Archív Orientální (ArOr, auch Quarterly Journal of African and Asian Studies / Oriental Archives genannt) wurde 1929 in der Tschechoslowakei als internationale orientalistische Zeitschrift gegründet.
Archiv Oriental wurde 1929 am Institut für Orientalistik der Tschechischen Akademie der Wissenschaften und Künste in Prag von dem Orientalisten Bedřich Hrozný (1879–1952), dem ehemaligen Rektor der Karls-Universität, gegründet. Die prestigeträchtige internationale Zeitschrift der tschechischen Orientalistik publiziert neben orientalistischen Studien auch solche zu Nahost und Afrika. Sie erscheint dreimal im Jahr (Mai, September, Dezember).